# Franco Delli Colli
Franco Delli Colli (Roma, 2 marzo 1929 – Roma, 22 aprile 2004) è stato un direttore della fotografia italiano.
Era cugino del più celebre Tonino Delli Colli, anch'egli direttore della fotografia, di cui fu assistente.

## Filmografia parziale

### Operatore
- L'amico del giaguaro di Giuseppe Bennati (1958)

### Direttore della fotografia
- Il sangue e la sfida (1962)
- Tutto il bello dell'uomo (1963)
- La cieca di Sorrento, regia di Nick Nostro (1963)
- L'ultimo uomo della Terra (1964)
- Asso di picche - Operazione controspionaggio (1966)
- Vergine per un bastardo (1966)
- La lunga sfida (1967)
- Omicidio per appuntamento, regia di Mino Guerrini, (1967)
- Se sei vivo spara, regia di Giulio Questi (1967)
- El Zorro (1968)
- Colpo di sole (1968)
- Gangsters '70, regia di Mino Guerrini (1968)
- I due crociati, regia di Giuseppe Orlandini (1968)
- I morti non si contano (¿Quién grita venganza?), regia di Rafael Romero Marchent (1968)
- Il seme dell'altro (1969)
- Gli infermieri della mutua, regia di Giuseppe Orlandini (1969)
- La vendetta è il mio perdono, regia di Roberto Mauri (1969)
- Balsamus, l'uomo di Satana, regia di Pupi Avati (1970)
- Bella di giorno moglie di notte (1971)
- La colomba non deve volare, regia di Sergio Garrone (1971)
- Shelmenko-denshchik (1971)
- L'Aretino nei suoi ragionamenti sulle cortigiane, le maritate e... i cornuti contenti, regia di Enrico Bomba (1972)
- Le mille e una notte... e un'altra ancora!, regia di Enrico Bomba (1972)
- Il figlio di Zorro, regia di Gianfranco Baldanello (1973)
- Innocenza e turbamento, regia di Massimo Dallamano (1974)
- La polizia chiede aiuto, regia di Massimo Dallamano (1974)
- La prova d'amore, regia di Tiziano Longo (1974)
- Nude per l'assassino, regia di Andrea Bianchi (1975)
- Il medaglione insanguinato (1975)
- Mala, amore e morte (1975)
- Il conto è chiuso (1976)
- La moglie di mio padre, regia di Andrea Bianchi (1976)
- La fine dell'innocenza (1976)
- Una vita venduta, regia di Aldo Florio (1976)
- Poliziotto sprint, regia di Stelvio Massi (1977)
- La banda del trucido, regia di Stelvio Massi (1977)
- Le strelle nel fosso, regia di Pupi Avati (1979)
- Cinema TV mini-series (1979)
- Macabro, regia di Lamberto Bava (1980)
- Aiutami a sognare (1981)
- Il sommergibile più pazzo del mondo (1982)
- La guerrigliera (1982)
- Si ringrazia la regione Puglia per averci fornito i milanesi (1982)

- Zeder (1983)
- Rats - Notte di terrore (1984)

Un esempio della fotografia di Hanna D. - La ragazza del Vondel Park

- Hanna D. - La ragazza del Vondel Park (1984)
- Errore fatale, regia di Beppe Cino (1988)
- Intimo (1988)
- Dark Bar, regia di Stelio Fiorenza (1989)
- La casa 3 - Ghosthouse, regia di Humphrey Humbert (1988)
- Diceria dell'untore, regia di Beppe Cino (1990)